# 岐阜県地方競馬組合
岐阜県地方競馬組合（ぎふけんちほうけいばくみあい）は、笠松競馬場で地方競馬を主催する一部事務組合である。

## 概要
岐阜県、笠松町、岐南町で構成されている。

## 略史
- 1934年（昭和9年）4月：設立。
- 1996年（平成8年）4月：笠松競馬管理組合を統合。
- 1998年（平成10年）4月：シアター恵那を開設。
- 2008年（平成20年）
  - 5月29日：岐阜地方裁判所が、笠松競馬場の一部の地権者らが土地の明け渡しや損害金を求めた訴訟の判決において、土地の明け渡しと地代の支払いを命じる。競馬組合側は控訴。
  - 12月1日：第2審の名古屋高等裁判所では和解協議が持たれ、2010年（平成22年）度まで坪当たり賃料1200円とすることで合意。しかしながら、2011年（平成23年）度以降は固定資産税評価額など客観的基準に基づき賃料を算出することになっており、笠松競馬場の存続見通しが不透明なのは変わりがない。
- 2021年（令和3年）
  - 前年6月に発覚した所属の調教師1名、騎手3名（いずれも引退済）による勝馬投票券購入事案を契機とした、調教師・騎手ら関係者による不適切事案が拡大し、第三者委員会を設けて事態の解明を行う必要性から、1月19日以降開催を自粛[1]。
  - 4月21日：調教師・騎手ら関係者による不適切事案に関する処分を発表し、「（関係者の勝馬投票券購入に）中心的な役割を果たした」4名の元騎手・調教師を「競馬関与禁止」とし、複数の現役騎手・調教師も一定期間の競馬関与停止とする処分を決定（処分を受けて地方競馬全国協会により当該者の免許取消）[2]。
  - 9月8日、8か月ぶりにレースを再開。第1Rの発走前には場内で再開セレモニーが行われ、岐阜県地方競馬組合管理者の河合孝憲岐阜県副知事や岐阜県調騎会長の後藤正義調教師らがファンに謝罪[3]。競馬場には、多数の監視カメラが設置されるなど不正防止策が導入された[4]。

## 所属騎手

### 現在所属の騎手
- 大原浩司（おおはら ひろし）
- 高木健（たかぎ けん）…2021年4月21日付で騎手免許取消処分。2024年8月1日付で騎手免許再取得。
- 筒井勇介（つつい ゆうすけ）…2021年4月21日付で騎手免許取消処分。2024年8月1日付で騎手免許再取得。
- 東川慎（ひがしかわ しん）
- 深澤杏花（ふかざわ きょうか） - 2020年4月1日デビュー。
- 藤原幹生（ふじわら みきお）
- 松本一心（まつもと いちと） - 2023年4月騎手免許取得、父は松本剛志[5]
- 松本剛志（まつもと たけし） - 2019年4月に兵庫より移籍、子息は松本一心
- 馬渕繁治（まぶち しげはる） - 2023年4月に北海道より移籍[6]
- 明星晴大（みょうじょう せいだい） - 2024年4月1日デビュー。
- 向山牧（むこうやま まき） - 2002年1月に新潟より移籍
- 森島貴之（もりしま たかゆき）
- 渡邊竜也（わたなべ たつや）

### 元所属騎手
- 安藤勝己（あんどう かつみ）…2003年3月に中央競馬へ移籍（2013年1月31日騎手引退）。
- 安藤光彰（あんどう みつあき）…2007年3月に中央競馬へ移籍（2012年2月29日騎手引退）。
- 池田敏樹（いけだ としき）…2013年4月に福山より移籍、2021年4月21日付で騎手免許取消処分。
- 大塚研司（おおつか けんじ）…2021年4月21日付で騎手免許取消処分。
- 尾島徹（おじま とおる）…2015年8月に調教師免許取得、2020年7月31日調教師免許不更新、2021年4月21日付で競馬関与禁止処分。
- 川原正一（かわはら しょういち）…2005年6月に兵庫へ移籍。
- 阪上忠匡（さかうえ ただまさ）…2011年1月31日引退。
- 佐藤友則（さとう とものり）…2020年7月31日騎手免許不更新、2021年4月21日付で競馬関与禁止処分。
- 島崎和也（しまざき かずなり）…2020年7月31日騎手免許不更新、2021年4月21日付で競馬関与禁止処分。
- 柴山雄一（しばやま ゆういち）…2005年3月に中央競馬へ移籍。
- 土田龍也（つちだ たつや）…2007年4月30日引退。
- 長江慶悟（ながえ けいご）…2025年4月16日引退。
- 花本正三（はなもと しょうぞう）…2016年8月に調教師免許取得、2021年4月21日付で調教師免許取消処分。
- 濱口楠彦（はまぐち くすひこ）…2013年11月6日死去。
- 東川公則（ひがしかわ まさのり）…2020年に調教師免許取得、2021年4月21日付で調教師免許取消処分。
- 水野翔（みずの かける）…2018年1月に北海道より移籍（2021年8月引退）。
- 目迫大輔（めさく だいすけ）…2008年10月に高知へ移籍（2014年3月騎手引退、現：高知競馬調教師）。
- 山田順一（やまだ じゅんいち）…2008年12月20日引退。
- 山下雅之（やました まさゆき）…2020年7月31日騎手免許不更新、2021年4月21日付で競馬関与禁止処分。
- 湯前良人（ゆのまえ よしと）…2016年8月に調教師免許取得、2021年4月21日付で調教師免許取消処分。
- 吉井友彦（よしい ともひこ）…以前は岩手に所属、2021年4月21日付で騎手免許取消処分。